# Gmina Martanesh
Gmina Martanesh (alb. Komuna Martanesh) – gmina  położona w środkowej części Albanii. Administracyjnie należy do okręgu Bulqiza w obwodzie Dibra. W 2011 roku populacja gminy wynosiła 1836 w tym 912 kobiet oraz 924 mężczyzn, z czego Albańczycy stanowili 94,99% mieszkańców. Siedzibą gminy jest miasto Krasta.
W skład gminy wchodzi osiem miejscowości: Kraste, Gjon, Lene, Peshk, Val, Stavec, Melcu, Nderfusha.